# 門下省
門下省（もんかしょう）は、中国の晋代から元代にわたって設置されていた中央官庁の一つで、臣下の上程した上奏文の審議および、中書省の起草になる詔勅の審議を司った。漢代の侍中が改組されて成立した。
魏晋南北朝時代を通して設置され、唐でも設けられたが、宋代になるとその役割は形骸化し、元代に廃止された。
門下省の職権は強く、門下省の審議を経て承認を与えたもの以外は、勅詔として発効することがなかった。
その長官である侍中には、名流である門閥貴族出身者が任命された。南朝では、中書令と共に宰相の権限を与えられた。北朝でも、各省中において最も尊重された。
唐代でも、中書省・尚書省とともに「三省」を構成したが、次第に実権を喪失していき、中書省に権限を吸収され、その機能を同中書門下平章事に合併された。宋代では中書門下の職掌を併合した政事堂が設置され、宰相の職務を行使するようになった。